# Europejska Karta Samorządu Lokalnego
Europejska Karta Samorządu LokalnegoUwaga dot. nazwy (ang. European Charter of Local Self-government) jest dokumentem Rady Europy, który reguluje status samorządów lokalnych w relacji do władz danego państwa oraz w relacji do władz innych państw i działających w nich samorządów. Karta przyjęta została dnia 15 października 1985 r. w Strasburgu przez Stałą Konferencję Gmin i Regionów Europy przy Radzie Europy. Weszła w życie z dniem 1 września 1988 r. Polska ratyfikowała Kartę w 1994 r., jako jeden z nielicznych krajów, ratyfikowała ją w całości.
Pojęcie samorządu lokalnego Karta definiuje jako: 
prawo i zdolność społeczności lokalnych, w granicach określonych prawem, do kierowania i zarządzania zasadniczą częścią spraw publicznych na ich własną odpowiedzialność i w interesie ich mieszkańców.
Europejska Karta Samorządu Lokalnego propaguje ideę samorządu lokalnego, jako głównego elementu demokracji, dlatego jednym z celów Karty jest włączenie obywateli w tworzenie demokracji w miejscu ich zamieszkania, z czym wiąże się obowiązek zasięgania opinii społeczności lokalnych we wszystkich sprawach bezpośrednio ich dotyczących, w tym również w sprawie zmiany granic jednostek podziału administracyjnego, w którym działają wspólnoty lokalne. Karta zawiera katalog zasad istotnych dla prawidłowego funkcjonowania samorządu lokalnego. Do kluczowych należy wymóg, aby podstawowe kompetencje społeczności lokalnych uregulowane zostały w konstytucji lub w ustawach. Według Karty przy podziale zadań i kompetencji pomiędzy poszczególne szczeble administracji powinno się kierować zasadą subsydiarności, w myśl, której odpowiedzialność za sprawy publiczne powinny ponosić przede wszystkim te organy władzy, które znajdują się najbliżej obywateli. W zakresie spraw o znaczeniu lokalnym Karta podkreśla domniemanie kompetencji społeczności lokalnych. Nie wyklucza to możliwości przyznania społecznościom lokalnym uprawnień niezbędnych do realizacji specyficznych zadań (w tym zadań innych szczebli administracji). Karta zaleca w tym względzie, aby w przypadku delegowania kompetencji przez organy władzy centralnej lub regionalnej na rzecz społeczności lokalnych, organom lokalnym pozostawić swobodę dostosowania sposobu ich wykonywania do warunków miejscowych. Według Karty do zakresu uprawnień społeczności lokalnych powinna być dostosowana wysokość ich własnych i wystarczających (adekwatnych) zasobów finansowych, których część powinna pochodzić z podatków i opłat.
Celem ochrony autonomii i samodzielności społeczności lokalnych, Karta wprowadza ograniczenia dotyczące możliwości przeprowadzania administracyjnej kontroli ich działania. (Tak rozumiana kontrola obejmuje również treść pojęcia nadzór nad samorządem terytorialnym). Wszelka, tak pojmowana, kontrola administracyjna społeczności lokalnych może być dokonywana wyłącznie w sposób oraz w przypadkach określonych w konstytucji lub ustawie i powinna być sprawowana z zachowaniem proporcji między zakresem interwencji ze strony organu kontroli a znaczeniem interesów, które ma ona chronić. Kontrola taka może być sprawowana w oparciu o dwa kryteria: legalności (tj. przestrzegania prawa i zasad konstytucji) i celowości działania (kryterium dopuszczalne tylko w odniesieniu do „zadań delegowanych” – zleconych na rzecz społeczności lokalnych).
Europejska Karta Samorządu Lokalnego w zakresie współpracy między samorządami lokalnymi i regionalnymi, w tym współpracy ze społecznościami innych państw, przyznaje jednostkom terytorialnym tego rodzaju prawa wraz z odesłaniem do ustawodawstwa poszczególnych państw.

## Uwaga dotycząca nazwy
W 1994 roku, Karta weszła do polskiego systemu prawnego pod nazwą Europejska Karta Samorządu Terytorialnego i tak jest w wielu publikacjach naukowych nazywana. Jednak w 2006 roku, ówczesna Minister Spraw Zagranicznych, Anna Fotyga sprostowała nazwę na obecnie obowiązującą – Europejska Karta Samorządu Lokalnego.